# 753. п. н. е.

## Догађаји
- 21. април — Према легенди Ромул и Рем су основали град Рим.